# Tierra Nueva (kommun)
Tierra Nueva är en kommun i Mexiko.   Den ligger i delstaten San Luis Potosí, i den centrala delen av landet, 290 km nordväst om huvudstaden Mexico City.
Följande samhällen finns i Tierra Nueva:
- Tierranueva
- San Isidro
- El Patol
- San Gabriel
- Huizachal
- Puerto de Lobos
- El Piquín